# Cathédrale Saint-Joseph de Baton Rouge
La cathédrale Saint-Joseph est un édifice religieux catholique romain situé au cœur de la ville-paroisse de Baton Rouge, en Louisiane, aux États-Unis. Elle a été érigée à l'angle de Main et Fourth Streets. A l'origine simple église paroissiale, elle a été élevée cathédrale en 1961 lors de la création du diocèse de Baton Rouge dont elle est l'église mère. La cathédrale a été inscrite en 1990 au Registre national des lieux historiques des États-Unis.

## Histoire
Durant la période coloniale, les catholiques de Baton Rouge étaient desservis par les Frères capucins de Pointe Coupée où une église est attestée en 1738.

### La première chapelle (1790-1829)
Une première mention d'un lieu de culte catholique à Baton Rouge apparaît en 1790 : l'édifice est évoqué comme une simple chapelle de mission en bois. Ce n'est qu'en 1792, sous l'occupation espagnole, qu'une paroisse séparée est fondée à Baton Rouge sous le nom de « Nuestra Señora de Los Dolores » (Notre-Dame des Douleurs). Le premier prêtre résident à y être affecté est le Père Charles Burke, un Irlandais relevant de l'archidiocèse de Lyon, en France, ayant reçu son édification à Salamanque en Espagne. Ce prêtre, envoyé par le roi Carlos IV avait l'avantage de parler et comprendre les trois langues alors en usage à Baton Rouge. La chapelle originelle est alors sous la juridiction ecclésiastique du diocèse de Santiago de Cuba.
En 1803, avec l'achat de la Louisiane, la paroisse passe sous la juridiction religieuse du diocèse de La Nouvelle-Orléans et prend le nom de « Virgin of Sorows » (Vierge des Douleurs).
La communauté s'agrandit et constatant le besoin d'un édifice plus vaste, le Père  Antoine Blanc, un prêtre français arrivé en 1826, fait construire une nouvelle église pouvant accueillir 400 personnes. Il place alors la paroisse et le nouveau lieu de culte sous la protection de saint Joseph lors d'une messe solennelle de dédicace qui se déroule le 19 décembre 1830.

### L'église paroissiale Saint-Joseph (1830-1961)
Jusqu'en 1831, les prêches se font en français puis l'anglais est adopté au fur et à mesure que la paroisse s'américanise.

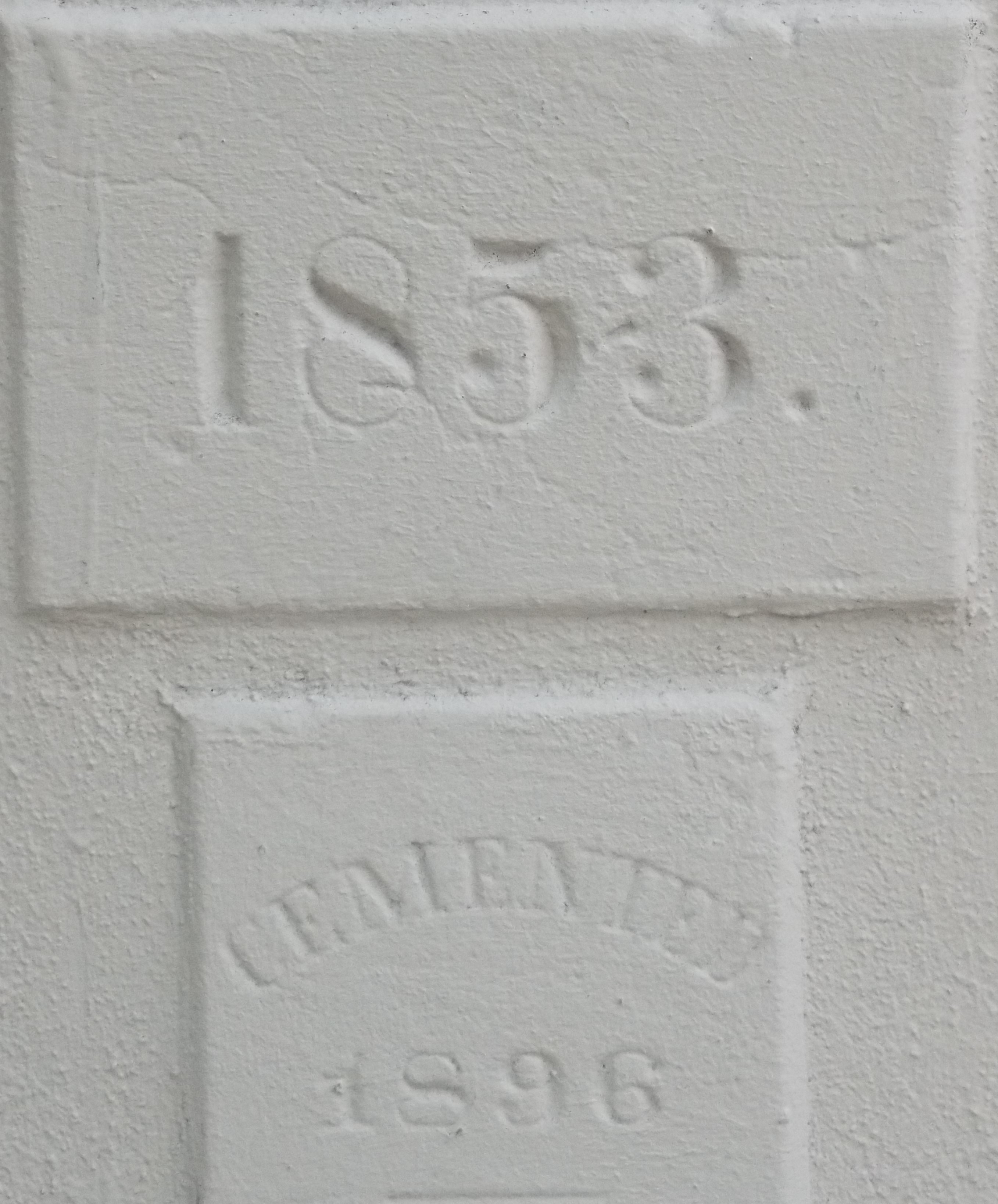
Pierre angulaire de 1853.

Les Jésuites prennent en charge l'administration de la paroisse à partir de 1849. La communauté ne cesse de croître et la construction d'une nouvelle église est décidée pour pouvoir accueillir tous les fidèles. Le projet est confié à un architecte jésuite, le Père John Cambiaso. La pierre angulaire de cette troisième église est posée en 1853.
A l'origine, les murs extérieurs de l'édifice portaient un parement de briques rouges et il se trouvait surmonté d'une tour carrée de moindre hauteur que la flèche actuelle. L'église a été endommagée pendant les bombardements unionistes lors de la Guerre d'indépendance des États-Unis et a demandé d'importants travaux de restauration.
Sous le ministère du Père Cyril Delacroix, en 1866, l'église est dotée en extension d'un sanctuaire semi-circulaire et d'une réplique de la grotte de Lourdes.

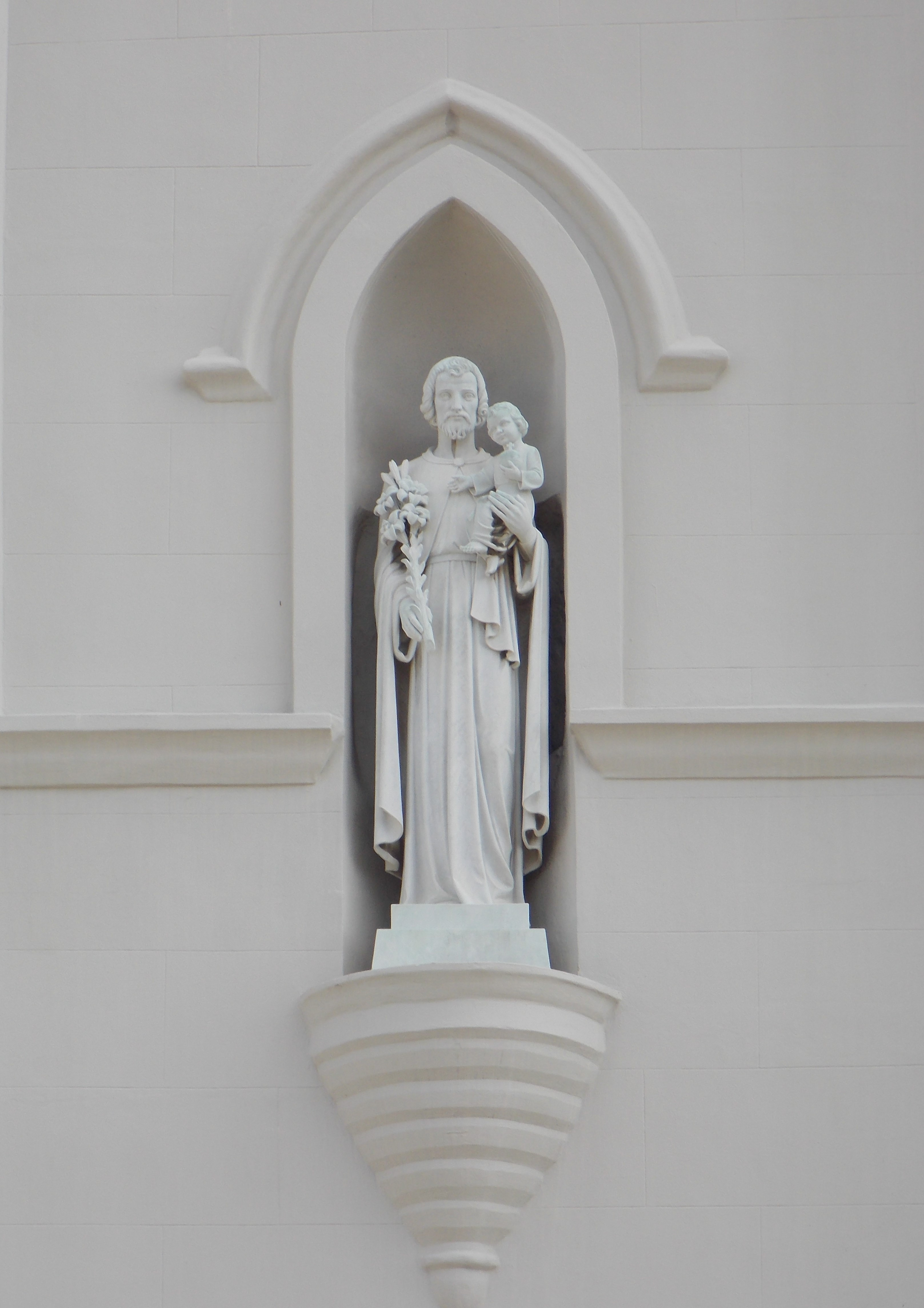
Statue de saint Joseph (en façade).

En 1891, l'église est pourvue d'un clocher surmonté d'une flèche avec croix sommitale, l'ensemble s'élevant à près de 60 mètres de hauteur. Cinq ans plus tard, une horloge est installée dans le clocher et la niche de la façade reçoit une statue en terre cuite de saint Joseph. L'ensemble de l'édifice est recouvert de stuc blanc, camouflant l'appareillage en briques.
Entre 1911 et 1918, les baies sont pourvues de nouveaux vitraux au plomb en provenance de Munich et la nef, d'un chemin de croix en mosaïque réalisé en Italie.
Entre 1921 et 1924, l'église est complètement réaménagée en vue de son agrandissement. La grotte est enlevée et la nef pourvue de nouveaux transepts.

### La cathédrale Saint-Joseph (à partir de 1961)
Lors de la création du diocèse de Baton Rouge, en 1961, le pape Jean XXIII élève Saint-Joseph au rang de cathédrale et place à sa tête Robert Emmet Tracy, premier évêque de Baton Rouge (1961-1974).
Lors du passage de l'ouragan Betsy en 1965, le clocher et la flèche de la cathédrale sont gravement endommagés et sont reconstruits à l'identique. La cathédrale est pourvue d'un parvis.

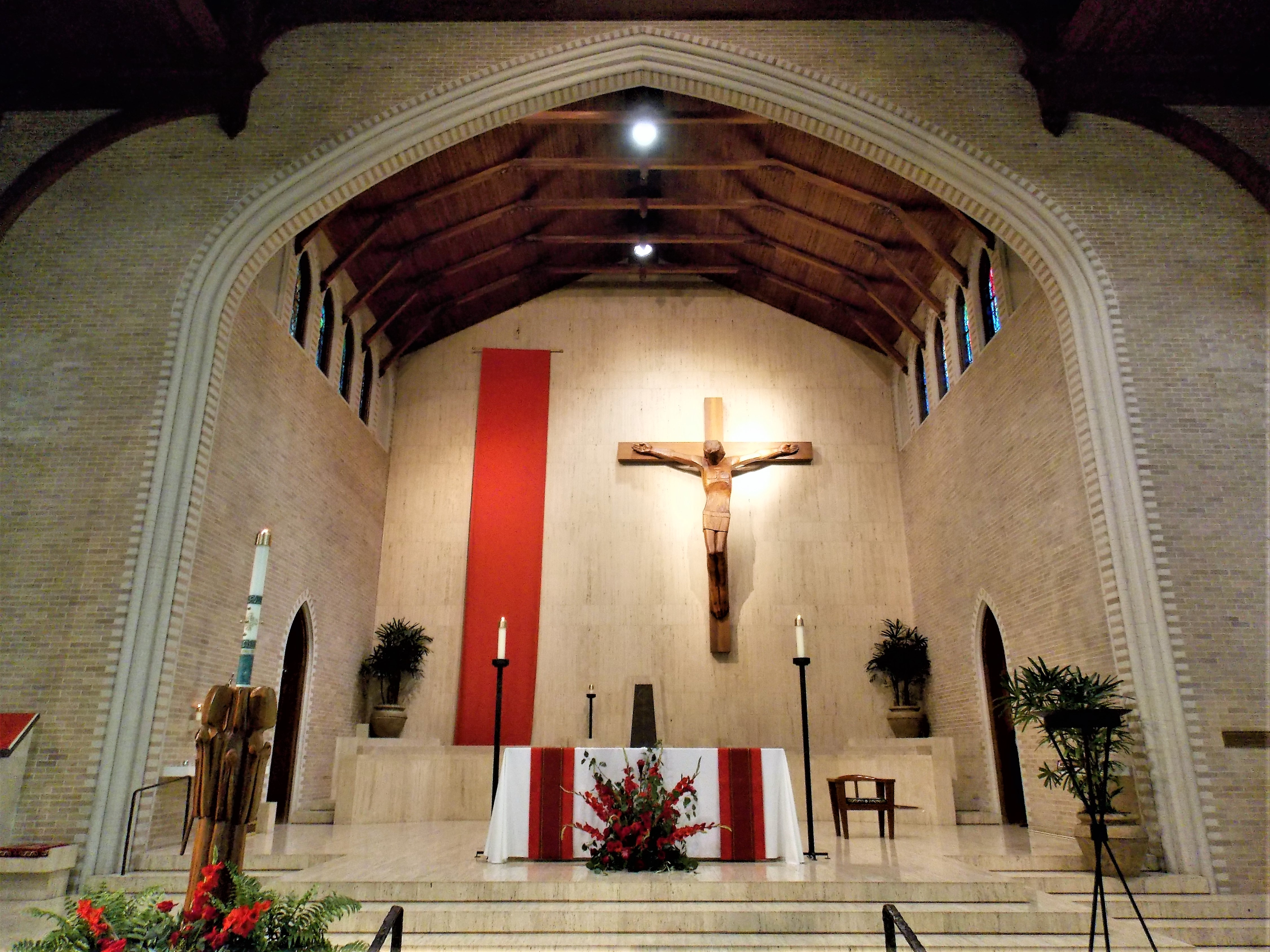
Chœur réaménagé après Vatican II

De 1966 à 1968, l'évêque fait entièrement rénover l'intérieur de la cathédrale dans le respect des directives de Vatican II. Il confie ce chantier à John Desmond, architecte à Hammond, assisté de François Emilio (Milo) Puiz, un artiste suisse recruté en tant que directeur artistique. Cette rénovation exemplaire et exceptionnelle lui a valu le prix national de la Conférence des évêques catholiques des États-Unis.

## Architecture
Bien qu'elle ait été fortement remaniée au fil du temps, la cathédrale Saint-Joseph a été inscrite sur le Registre national des lieux historiques le 22 mars 1990 (alors qu'elle était encore simple église), à l'exception des bâtiments adjacents, sans intérêt historique, et de la sépulture de l'évêque située à l'est de l'édifice, qui ne remplit pas les critères d'exception exigés pour l'inscription d'un cimetière. L'église-cathédrale est inscrite en tant que témoin majeur du style néo-gothique et plus particulièrement du mouvement de la Renaissance gothique venu d'Angleterre en Amérique au milieu du XIXe siècle, appelé « Gothic Revival or Victorian Gothic ».
Les experts ont en effet considéré que bon nombre des modifications apportées à la structure ont renforcé le caractère néo-gothique qui avait été le parti-pris de l'architecte jésuite à l'origine de sa construction en 1953, notamment la charpente apparente de la nef, à fermes sur blochets, qui date des travaux de restauration des années 1920. L'édifice, dans son état de 1990, comporterait encore 40 % du bâti initial.
L'architecte, le Père John Cambiaso (orthographié aussi Cambiazo), a fourni les plans de deux autres édifices religieux en Louisiane, situés à La Nouvelle-Orléans : l'église de l'Immaculée-Conception, appelée localement l'église des Jésuites (circa 1856) sur Baronne Street et l'église Saint-Maurice (1857) sur Maurice Street. Né à Lyon en France, le Père John a enseigné dans un certain nombre de collèges catholiques dans son pays natal puis en Sardaigne, en Afrique et en Espagne avant d'être envoyé à La Nouvelle-Orléans en 1846. Il y est promu supérieur de l'Ordre des Jésuites de 1848 à 1852 puis, de 1852 à 1858, président du collège de l'Immaculée-Conception qu'il a contribué à fonder dans cette ville.

### Plan
La cathédrale présente  un plan en forme de croix latine depuis 1924, date à laquelle elle a été agrandie grâce à l'adjonction d'un transept dont l'un des bras (bras est) est plus long que l'autre.

### Décor extérieur
Du premier art gothique anglais, la cathédrale emprunte des éléments stylistiques caractéristiques comme le décor en arc brisé des trois doubles-portes de l'édifice, les baies en lancettes, les pinacles couronnant les contreforts ou soulignant les angles de la base de la flèche ou encore la croix stylisée sculptée en bas-relief au-dessus de la porte principale en façade.

## Mobilier liturgique

### Crucifix

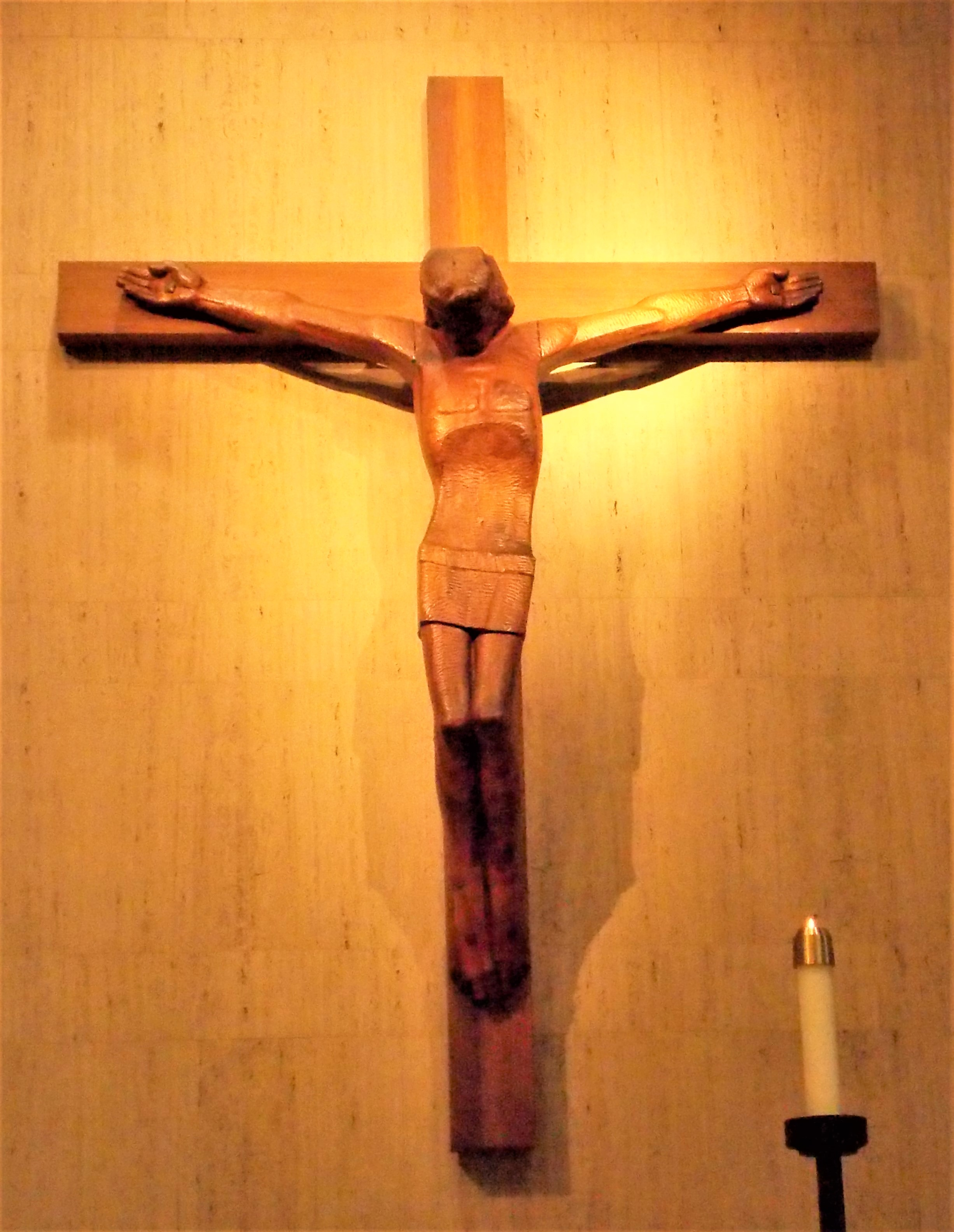
Crucifix du chœur.

Le grand Christ en Croix en bois d'acajou installé dans le chœur à la fin des années 1960 est l'œuvre du sculpteur croate Ivan Meštrović qui l'a réalisé avec l'assistance de Franck Hayden en 1959. La cathédrale renferme une autre œuvre de cet artiste, un bronze représentant Le Fils prodige, datée de 1950.

### Fonts baptismaux

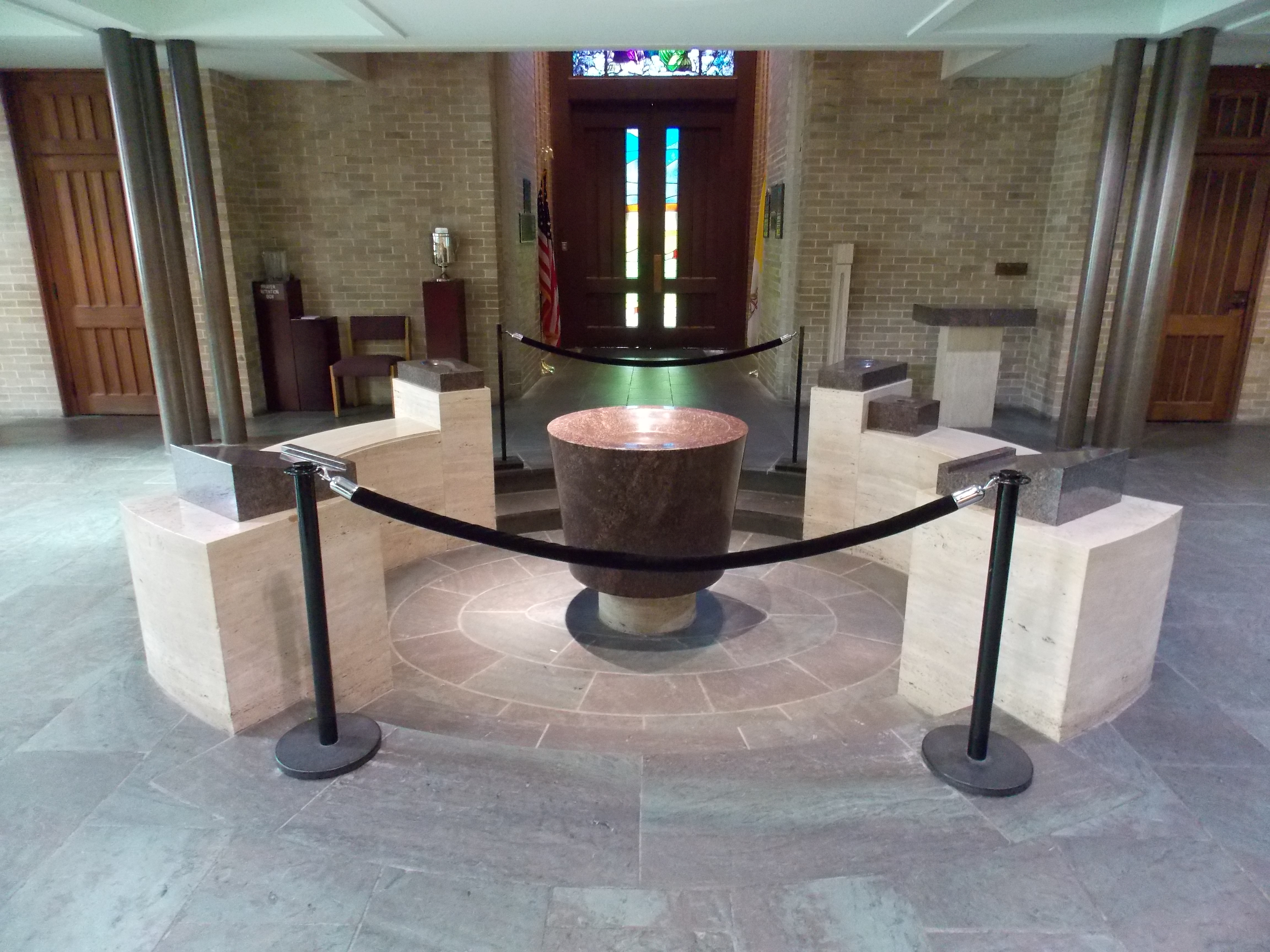
Fonts baptismaux.

La cuve baptismale de la cathédrale occupe l'espace central situé entre l'entrée principale de l'édifice et les derniers rangs des bancs de la net. 

### Orgues

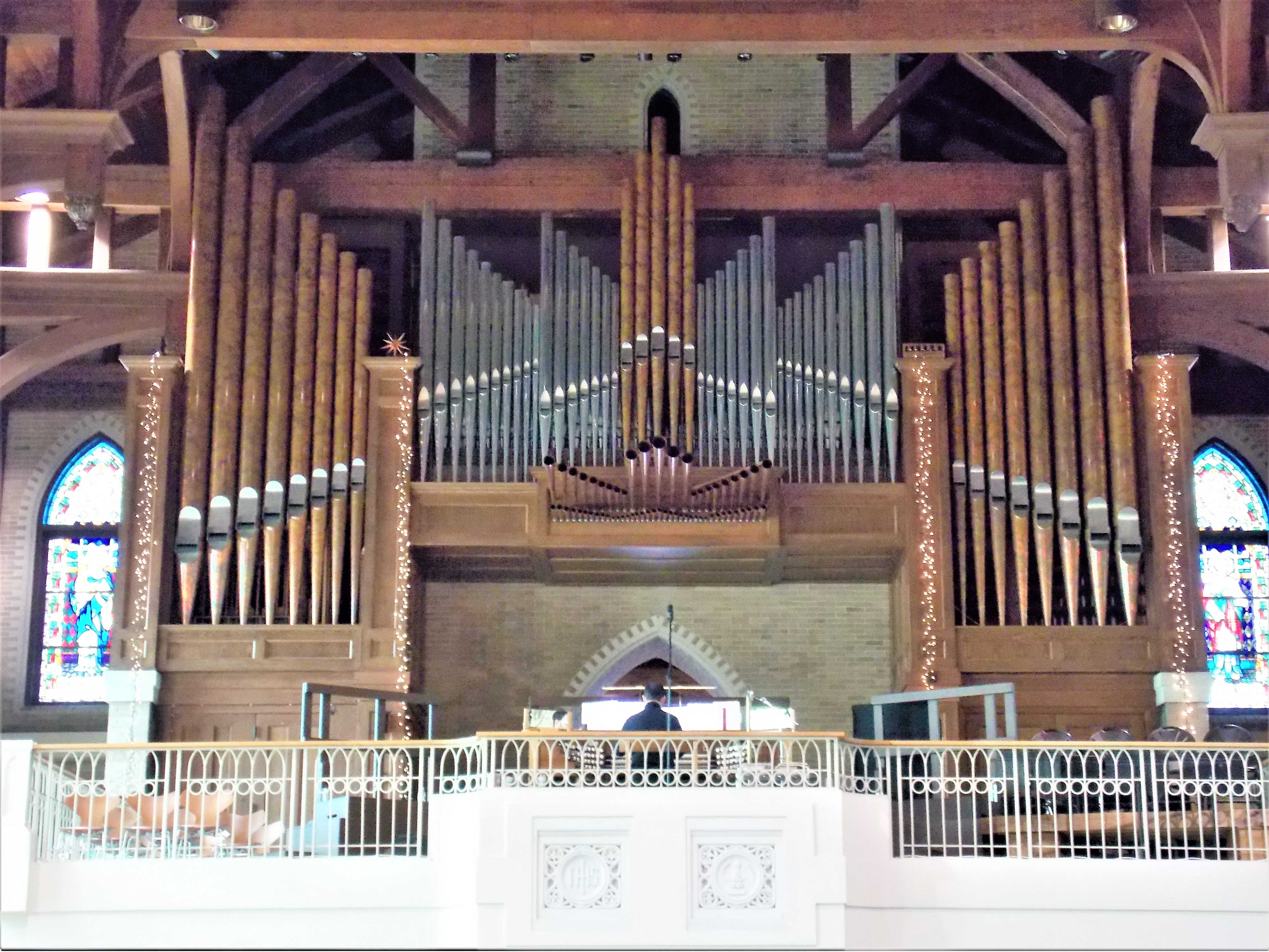
Orgue "Providence"

Lors de la commémoration du bicentenaire de la paroisse de Baton Rouge en 1992, la cathédrale a reçu un orgue à tuyaux installé en tribune. Cet instrument, consacré sous le nom de « Providence », a été réalisé dans les ateliers de la Reuter Organ Company, un facteur d'orgue installé à Lawrence dans le Kansas. Sa console en chêne blanc et noyer, de conception française, comporte trois claviers.

## Autres églises catholiques de Baton Rouge
Il existe encore en 2023 dix autres lieux de culte catholique romain à Baton Rouge qui en a compté jusqu'à 15 au milieu du XXe siècle.
Il s'agit de 
- l'église Sainte-Agnès (749 East Blvd), servie par les Pères du Saint-Esprit, qui célèbrent la forme extraordinaire de la messe
- l'église Saint-François Xavier (1120 Myrtle Walk), servie par les Joséphites, une communauté de prêtres et de frères catholiques engagés à servir la communauté afro-américaine
- l'église de la Sainte-Famille, établie en 1925 à Port Allen, avec sa chapelle d'adoration
- l'église du Sacré-Cœur-de-Jésus (2250 Main Street), devenue en 1924 une mission de l'église Saint-Joseph avant qu'elle ne soit élevée cathédrale, et dont la nouvelle église a été édifiée en 1942 sur le modèle de la cathédrale de Cefalù en Sicile, avec sa chapelle d'adoration
- l'église Saint-Antoine de Padoue et Saint-Emmanuel Lê Van Phung (Choctaw Drive & Tecumseh Street), qui accueille notamment la communauté catholique vietnamienne
- l'église Saint-Paul-Apôtre (3912 Gus Young Street)
- l'église du Christ-Roi, située sur le campus de l'Université d'État de Louisiane, avec son centre d'accueil pour les étudiants catholiques
- l'église Saint-Aloysius (2025 Stuart Avenue) dont l'église et l'école ont été fondées en 1955 et qui a ouvert en 1986 la seule garderie paroissiale à temps plein du diocèse
- l'église Saint-Gérard Majella (5354 Plank Road)
- l'église Notre-Dame de la Miséricorde, fondée en 1943 à Goodwood et installée en 1947 445 Marquette Street lorsqu'elle a été séparée de la paroisse du Sacré-Cœur dont elle dépendait à l'origine[12].